# Milan Lucic
Milan Lucic (* 7. června 1988, Vancouver) je kanadský profesionální hokejista, levý křídelník srbského původu, momentálně hrající za Boston Bruins v kanadsko-americké NHL. Tři sezony odehrál v hlavní juniorské soutěži WHL za Vancouver Giants a v roce 2007 s týmem vyhrál Memorial Cup a byl také vyhlášen nejlepším hráčem turnaje. V roce 2006 ho jako padesátého celkově draftovali Boston Bruins, za které odehrál svůj debut v NHL v sezoně 2007–08. Byl také kapitánem kanadské juniorské reprezentace na Super Series v roce 2007, kde hrají pouze kanadští junioři proti ruským. V NHL už má reputaci silného power forvarda a nejlepšího bitkaře NHL.

## Před hokejovou kariérou
Narodil se v East Vancouveru srbským rodičům. Jeho otec, přístavní dělník, imigroval do Kanady ve 27 letech, jeho matka už ve dvou letech s celou svou rodinou. Má mladšího bratra Nikolu a staršího bratra Jovana. Jeho strýc z matčiny strany je bývalý hokejista, který také hrál v NHL, Dan Kesa.
Ve Vancouveru navštěvoval střední školu Killarney Secondary. V 15 letech mu byla diagnostikována Scheuermannova choroba, která způsobuje ohnutí horní části zad. Hrál mládežnický hokej ve Vancouveru a málem s kariérou skončil, když si ho nikdo nevybral v draftu WHL v roce 2003. Byl pozván do týmu Coquitlam Express hrajícího soutěž druhé úrovně (BCHL), ale neprošel přes přípravný kemp a skončil v týmu Delta Ice Hawks, hrajícího soutěž třetí úrovně (PIJHL). Po několika zápasech se ale probojoval do sestavy Expressu.

## Hráčská kariéra

### Vancouver Giants
V sezoně 2004–05 začal Lucic svou juniorskou kariéru v týmu BCHL, Coquitlam Express. Ve stejné sezoně si odbyl i debut v hlavní juniorské soutěži, WHL, v týmu Vancouver Giants. V té sezoně ale odehrál jen tři zápasy a v další sezoně se už do týmu dostal na delší dobu, v 62 zápasech si připsal 19 bodů. V play-off pak týmu pomohl k vítězství ve WHL a probojování se do Memorial Cupu. Po sezoně si ho na draftu NHL jako padesátého celkově vybrali Boston Bruins. O Lucicovi ale uvažovali Bruins i dříve a to když si vybírali 37. výběr, místo něj ale sáhli po Juriji Alexandrovovi. Hlavní hledač talentů pro Bruins, Scott Bradley, připustil, že neočekával, že by mohl být Lucic ještě dostupný na padesátém místě a přidal, že měli hodně štěstí.
V sezoně 2006–07 se stal jedním z lídru Vancouver Giants když vyhrál kanadské bodování týmu se 68 body v 70 zápasech. Ve finále WHL ale Giants podlehli Medicine Hat Tigers. Přesto se ale objevili v Memorial Cupu a to jako pořadatelé. Ve finále poháru se znovu setkali Giants a Tigers, domácí tým vyhrál 3:1 a vyhrál Memorial Cup. Lucic si připsal asistenci na vítězný gól finále, který vstřelil Michal Řepík a s tímto hráčem se také dělil o vedení v kanadském bodování a získal Stafford Smythe Memorial Trophy pro nejužitečnějšího hráče Memorial Cupu.

### Boston Bruins
Po sezoně podepsal nováčkovský kontrakt s Boston Bruins. I přesto že mu bylo v týmu Giatns přiděleno kapitánské céčko pro následující sezonu, Lucic prošel úspěšně přípravným kempem Bruins. Debut v NHL si odbyl hned 5. října 2007 proti Dallas Stars. Aby potvrdil, že má v týmu místo, porval se s Bradem Winchesterem. 12. října 2007 vstřelil svůj první gól v NHL, když prostřelil brankáře Los Angeles Kings, Jonathana Berniera. A protože si připsal i jednu asistenci a porval se s bitkařem Kings Raitisem Ivanansem, připsal si tak svůj první Hattrick Gordieho Howa. Protože nebylo jisté, zda si ho Bruins v kádru ponechají, nebo ho pošlou zpět do týmu Vancouver Giants, v sezoně bydlel v jednom z hotelů v centru Bostonu. Lucic ukázal fanouškům v Bostonu svou bojovnost a ochotnost se porvat a tak nakonec s Bruins zůstal. Management týmu tak informoval o tomto faktu Giants ještě před desátým zápasem Lucice v dresu Bruins aby neporušil lhůtu devíti zápasů na zkoušení juniora bez započítání kontraktu do platového stropu. V sezoně byl vybrán do Utkání mladých hvězd NHL a celkem si ve své nováčkovské sezoně připsal 27 bodů. Od fanoušků Bruins pak dostal nejvíce hlasů ze všech hráčů Bruins při hlasování o Seventh Player Award pro hráče, který nejvíce překonal očekávání. V prvním kole play-off proti Montreal Canadiens si připsal svůj první gól v play-off NHL a v sérii stihl přidat ještě jeden, než Canadiens postoupili po sedmi zápasech.
25. října 2008 si proti Atlanta Thrashers připsal svůj první hattrick v NHL. O týden později se konal jeho návrat do Vancouveru, v dresu Boston Bruins nastoupil na zápas ve vancouverském Rogers Areně. Rok předtím mu byl z jeho domu v East Vancouveru ukraden prsten pro vítěze Memorial Cupu a management týmu Giants mu při ceremoniálu před zahájením zápasu dal náhradní prsten.
Do dalšího Utkání mladých hvězd byl vybrán v lednu 2009. Hrálo se v Montrealu, ale Lucic nemohl nastoupit kvůli blíže nespecifikovanému zranění na horní části těla. V dubnu téhož roku získal Eddie Shore Award za svou odhodlanost a tvrdou práci, kterou pro Bruins odváděl. V sezoně si připsal 42 bodů.
Do play-off šli Bruins z prvního místa a utkali se hned opět s Montreal Canadiens. Ve druhém zápase byl vyloučen a následně suspendován na jeden zápas za krosček do hlavy montrealského Maxima Lapierra. I přes argumenty Bruins, vedení NHL suspendaci ponechalo a Lucic se vrátil na čtvrtý zápas, ve kterém se už povedlo Canadiens vyřadit. V dalším kole ovšem neprošli přes Carolina Hurricanes. V 10 zápasech play-off si Lucic připsal 9 bodů.
Sezona 2009–10 byla jeho poslední pod původním nováčkovským kontraktem a tak bylo 6. října 2009 oznámeno, že Lucic podepsal novou, tříletou smlouvu. Ta skončí v sezoně 2012–13 a Lucic bude v prvních dvou sezonách brát 4 miliony dolarů a ve třetí 4,25 milionu dolarů, což dohromady dává 12,25 milionu dolarů. 16. října ale utrpěl zranění a jeho zlomený prst z úderu do Stephana Robidase si vynutil operaci. O měsíc později se vrátil, ale 25. listopadu proti Minnesota Wild si vymkl kotník a v sezoně tak odehrál pouze 50 zápasů a připsal si jen 20 bodů.

### Reprezentační kariéra
Po sezoně 2006–07, kdy Lucic vyhrál Memorial Cup s Vancouver Giants, byl jmenován kapitánem na juniorských Super Series proti ruskému juniorskému týmu. V sérii si připsal tři asistence a Kanada vyhrála se sedmi vítěznými zápasy a jednou remízou.
O dva roky později ho kanadský hokejový svaz opět pozval do reprezentace, tentokrát na orientační kemp před ZOH 2010 ve Vancouveru. Lucic se ale do národního týmu pro olympijské hry nedostal. Na MS 2023 vybojoval spolu s kanadskou reprezentací zlato a titul mistrů světa.

## Ocenění

### Western Hockey League
- 2006 – President's Cup pro vítěze WHL (za tým Vancouver Giants)
- 2007 – Memorial Cup pro vítěze CHL (za tým Vancouver Giants)
- 2007 – Stafford Smythe Memorial Trophy pro nejužitečnějšího hráče Memorial Cupu
- 2007 – Výběr hvězd Memorial Cupu

### NHL
- 2008 – Utkání mladých hvězd NHL
- 2009 – Utkání mladých hvězd NHL (pouze nominován, kvůli zranění nenastoupil)

### Boston Bruins
- 2008 – Seventh Player Award pro hráče, který nejvíce překonal očekávání
- 2009 – Eddie Shore Award za tvrdou hru a odhodlání

## Prvenství
- Debut v NHL – 5. října 2007 (Dallas Stars proti Boston Bruins)
- První asistence v NHL – 12. října 2007 (Los Angeles Kings proti Boston Bruins)
- První gól v NHL – 12. října 2007 (Los Angeles Kings proti Boston Bruins, kanadskému brankáři Jonathan Bernier)
- První hattrick v NHL – 25. října 2008 (Boston Bruins proti Atlanta Thrashers)

## Klubová statistika
| Sezóna      | Klub              | Soutěž      |      | Základní část | Základní část | Základní část | Základní část | Základní část |    | Play off | Play off | Play off | Play off | Play off |
| Sezóna      | Klub              | Soutěž      | Z    | G             | A             | B             | TM            | Z             | G  | A        | B        | TM       |          |          |
| 2004–05     | Coquitlam Express | BCHL        | 50   | 9             | 14            | 23            | 100           | —             | —  | —        | —        | —        |          |          |
| 2004–05     | Vancouver Giants  | WHL         | 1    | 0             | 0             | 0             | 2             | 2             | 0  | 0        | 0        | 0        |          |          |
| 2005–06     | Vancouver Giants  | WHL         | 62   | 9             | 10            | 19            | 149           | 18            | 3  | 4        | 7        | 23       |          |          |
| 2006–07     | Vancouver Giants  | WHL         | 70   | 30            | 38            | 68            | 147           | 22            | 7  | 12       | 19       | 26       |          |          |
| 2007–08     | Boston Bruins     | NHL         | 77   | 8             | 19            | 27            | 89            | 7             | 2  | 0        | 2        | 4        |          |          |
| 2008–09     | Boston Bruins     | NHL         | 72   | 17            | 25            | 42            | 136           | 10            | 3  | 6        | 9        | 43       |          |          |
| 2009–10     | Boston Bruins     | NHL         | 50   | 9             | 11            | 20            | 44            | 13            | 5  | 4        | 9        | 19       |          |          |
| 2010–11     | Boston Bruins     | NHL         | 79   | 30            | 32            | 62            | 121           | 25            | 5  | 7        | 12       | 63       |          |          |
| 2011–12     | Boston Bruins     | NHL         | 81   | 26            | 35            | 61            | 135           | 7             | 0  | 3        | 3        | 8        |          |          |
| 2012–13     | Boston Bruins     | NHL         | 46   | 7             | 20            | 27            | 75            | 22            | 7  | 12       | 19       | 14       |          |          |
| 2013–14     | Boston Bruins     | NHL         | 80   | 24            | 35            | 59            | 91            | 12            | 4  | 3        | 7        | 4        |          |          |
| 2014–15     | Boston Bruins     | NHL         | 81   | 18            | 26            | 44            | 81            | —             | —  | —        | —        | —        |          |          |
| 2015–16     | Los Angeles Kings | NHL         | 81   | 20            | 35            | 55            | 79            | 5             | 0  | 3        | 3        | 4        |          |          |
| 2016–17     | Edmonton Oilers   | NHL         | 82   | 23            | 27            | 50            | 50            | 13            | 2  | 4        | 6        | 20       |          |          |
| 2017–18     | Edmonton Oilers   | NHL         | 82   | 10            | 24            | 34            | 80            | —             | —  | —        | —        | —        |          |          |
| 2018–19     | Edmonton Oilers   | NHL         | 79   | 6             | 14            | 20            | 91            | —             | —  | —        | —        | —        |          |          |
| 2019–20     | Calgary Flames    | NHL         | 68   | 8             | 12            | 20            | 54            | 10            | 1  | 5        | 6        | 17       |          |          |
| 2020–21     | Calgary Flames    | NHL         | 56   | 10            | 13            | 23            | 46            | —             | —  | —        | —        | —        |          |          |
| 2021–22     | Calgary Flames    | NHL         | 82   | 10            | 11            | 21            | 84            | 12            | 0  | 1        | 1        | 33       |          |          |
| 2022–23     | Calgary Flames    | NHL         | 77   | 7             | 12            | 19            | 43            | —             | —  | —        | —        | —        |          |          |
| 2023–24     | Boston Bruins     | NHL         | 4    | 0             | 2             | 2             | 2             | —             | —  | —        | —        | —        |          |          |
| NHL celkově | NHL celkově       | NHL celkově | 1177 | 233           | 353           | 586           | 1301          | 136           | 29 | 48       | 77       | 229      |          |          |

## Reprezentace
| Rok                       | Tým                       | Soutěž                    | Z | G | A | B | TM |
| ------------------------- | ------------------------- | ------------------------- | - | - | - | - | -- |
| 2007                      | Kanada 20                 | Super Series              | 8 | 0 | 3 | 3 | 16 |
| Juniorská kariéra celkově | Juniorská kariéra celkově | Juniorská kariéra celkově | 8 | 0 | 3 | 3 | 16 |